# Canton de Ngape
Le canton de Ngape (birman : ငဖဲ မြို့နယ်) est un canton situé dans le district de Minbu (en), dans la région de Magway, en Birmanie. La ville principale est Ngape.